# Anzai Nobuaki
Anzai Nobuaki est un nom japonais traditionnel ; le nom de famille (ou le nom d'école), Anzai, précède donc le prénom (ou le nom d'artiste).
Anzai Nobuaki (安斎 伸彰) est un joueur professionnel japonais de go.